# 天狗 (電影)
《天狗》（英語：The Forest Ranger），2006年在中国大陆上映的剧情片，导演戚健，主演朱媛媛、富大龙。本片改编自山西作家张平中篇小说《凶犯》，讲述了护林员李天狗与黑恶愚昧势力斗争，守护山林的故事。